# Yolande av Flandern
Yolande av Flandern, född 1326, död 1395, var en grevinna av Bar som gift med Henrik IV av Bar. Hon var regent i Bar som förmyndare för sin son Edvard II av Bar mellan 1344 och 1349 (1352), och för sin son Robert I av Bar 1352-1353 och 1356-1359. Hon avsattes 1353 från regentskapet av Johan II av Frankrike, som ersatte henne med hennes svägerska Johanna av Bar. När Johan II togs tillfånga av engelsmännen 1356, kunde Yolande återta regentskapet. Hennes son Robert blev myndig 1359, vilket automatiskt avslutade hennes regentmandat. 